# كأس سوبر لوسيل 2022
كأس سوبر لوسيل (بالإنجليزية: Lusail Super Cup)‏ هي حدث رياضي لمباراة كرة قدم ودية دولية نظمها الاتحاد القطري لكرة القدم تحت رعاية الاتحاد الدولي لكرة القدم (الفيفا) شهدت حضور رئيس الاتحاد الدولي لكرة القدم جياني إنفانتينو، الشيخ حمد بن خليفة رئيس الاتحاد القطري لكرة القدم، شرف جمال علام رئيس الاتحاد المصرى وياسر المسحل رئيس الاتحاد السعودي لكرة القدم، بالإضافة إلى شخصيات بارزة أخرى بما في ذلك سمو الشيخ جاسم بن حمد آل ثاني، اللاعب الكاميروني السابقة صامويل إيتو، اللاعب الفرنسي السابق يوري دجوركاييف واللاعب الأسترالي السابق تيم كاهيل، أُقيمت المباراة بين بطل الدوري السعودي وبطل الدوري المصري في إطار تحضيرات دولة قطر لاستضافة نهائيات كأس العالم 2022، تُوِّج نادي الهلال السعودي بلقب كأس سوبر لوسيل بفوزه على نادي الزمالك المصري بركلات الجزاء الترجيحية (4-1)، وذلك عقب انتهاء الوقت الأصلي بالتعادل الإيجابي (1-1) في البطولة شهدت حضور حافل وصل إلى 77.575 متفرج، وهو رقم قياسي تاريخي لمباراة تقام في دولة قطر قبل انطلاق نهائيات كأس العالم، وتحت قيادة الحكم القطري عبد الرحمن الجاسم، يوم الجمعة في التاسع من سبتمبر 2022 على استاد لوسيل في مدينة لوسيل في قطر، أكبر ملاعب كأس العالم 2022، والذي يتسع لأكثر من 80 ألف مشجع، كما شكلت المباراة محطة أخيرة في استعدادات قطر لكأس العالم، حيث أصبح هذا الإستاد الثامن والأخير الذي يفتتح أبوابه لفعالية بكامل طاقته قبل بطولة كأس العالم، وبدأت في غضون أقل من عشرة أسابيع من كأس لوسيل، تم عملية بيع تذاكر المباراة عبر الموقع الإلكتروني للاتحاد الدولي لكرة القدم، وتعين على المشجعين شراء التذاكر والتقديم للحصول على بطاقة هيا الرقمية الإلزامية للدخول إلى الملعب وحضور المباراة، كانت إقامة هذه المباراة على أرضية استاد لوسيل فرصة مثالية لاختبار جاهزية الملاعب لاستقبال آلاف المشجعين خلال منافسات المونديال، حيث أعلنت اللجنة العليا للمشاريع والإرث المسؤولة عن تنفيذ مشاريع البنية التحتية لاستضافة كأس العالم 2022، يوم الاثنين 01 أغسطس 2022 عن إقامة مباراة حيث تقرر تحديد طرفي كأس سوبر لوسيل بين بطل الدوري السعودي وبطل الدوري المصري، تحت مسمى «كأس سوبر لوسيل»، سيحصل الفائز في المباراة على مليون و 500 ألف دولار، فيما يحصل الوصيف على مليون دولار، وسبق انطلاق مباراة الهلال والزمالك حفل جماهيري حفل غنائي لنجم الغناء العربي عمرو دياب، إلى جانب عروض مذهلة للألعاب النارية.

## الفرق
| فريق    | الاتحاد    | التأهل                             |
| ------- | ---------- | ---------------------------------- |
| الهلال  | السعودية · | بطل دوري المحترفين السعودي 2021–22 |
| الزمالك | مصر        | بطل الدوري المصري الممتاز 2021–22  |

### خلفية المواجهات
قبل هذه اللقاء تواجه نادي الهلال السعودي ونادي الزمالك المصري في ست مواجهات، فاز نادي الزمالك في ثلاثة مباريات مقابل فوز وحيد لنادي الهلال وتعادل الفريقين في مباراتين، أحرز خلالهم الزمالك 9 أهداف وتلقت شباكه 8 أهداف من الهلال السعودي.
وكانت المواجهة الأولى بين الفريقين في كأس الكؤوس العربية عام 1989، وانتهت بالتعادل الإيجابي 1-1.
والتقى الفريقان 3 مرات في بطولة دوري أبطال العرب 2004، فاز الهلال على الزمالك في ذهاب الدور التمهيدي 2-0 بهدفي سامي الجابر وتراوري، أما لقاء الإياب فانتهى بالتعادل 1-1، وسجّل للزمالك حازم إمام، وجاء هدف الهلال عن طريق جاتو سيسي.
أما اللقاء الثالث في البطولة ذاتها كان على تحديد المركز الثالث، وفاز الفريق الأبيض 3-2، وسجل له كل من أحمد صالح وبشير التابعي ومحمد صديق، بينما سجّل للهلال محمد الشلهوب وأحمد الصويلح.
وخامس مباراة بين الزمالك والهلال كانت مباراة ودية في 2015، وفاز النادي المصري بهدفين دون رد، سجلهما أحمد عيد عبد الملك وأحمد علي.
آخر المواجهات كان ضمن بطولة السوبر المصري السعودي 2018 وتوّج فيها نادي الزمالك على حساب نادي الهلال بنتيجة هدفين مقابل هدف على أرض ملعب جامعة الملك سعود بالرياض.

### المكان
يقع الاستاد في مدينة لوسيل على مسافة 15 كلم إلى الشمال من العاصمة القطرية الدوحة، حيث يعتبر أكبر الملاعب من حيث السعة في بطولة كأس العالم لكرة القدم التي تستضيفها قطر، وسيكون محور مدينة مدينة لوسيل، وسيشهد إرثها بعد النهائيات العالمية تحويل البنية التحتية للملعب إلى مجتمع. مساحة تشمل المدارس والمحلات التجارية والمقاهي والمرافق الرياضية والعيادات الصحية، تخطط اللجنة العليا للمشاريع والإرث في قطر بعد مونديال قطر 2022، لإزالة والتبرع بمعظم مقاعد الاستاد البالغ عددها 80 ألف مقعد للمشاريع الرياضية في جميع أنحاء العالم.
شهد افتتاح استاد «لوسيل» المونديالي أول مباراة تعلب على راضية الملعب وانتهت بانتصار فريق العربي القطري على نظيره الريان، يوم الخميس 11 أغسطس 2022 بنتيجة هدفين مقابل هدف واحد لنادي الريان، في الأسبوع الثاني من منافسة دوري نجوم قطر موسم 2022-23، بالإضافة إلى مباراة سوبر لوسيل التي أعلنت اللجنة العليا للمشاريع والإرث عن استاد لوسيل احتضن مباراة كأس «سوبر لوسيل»، بين بطلي الدوري السعودي 2022 (الهلال) والدوري المصري 2022 (الزمالك)، يوم التاسع من شهر سبتمبر، يستضيف استاد لوسيل مباريات في جميع مراحل منافسات كأس العالم 2022، ومن المقرر يسضيف ملعب 10 مباريات في المونديال، من بينها مباراة النهائي، بداية بمباراة المجموعة الثالثة بمواجهة منتخب الأرجنتين ومنتخب المملكة العربية السعودية في 22 نوفمبر 2022، والحدث الختامي بمواجهة نهائي بطولة كأس العالم يوم 18 ديسمبر 2022، تزامناً مع احتفالات قطر باليوم الوطني.
| مدينة لوسيل   | لوسيل |
| استاد لوسيل   | لوسيل |
| السعة: 80,000 | لوسيل |

## قبل المباراة
وصلت بعثة فريق الزمالك الأول لكرة القدم صباح يوم الأربعاء في 07 سبتمبر 2022 إلى مطار الدوحة تمهيدا للمواجهة في سوبر لوسيل، حسب ما أعلنه حساب نادي الزمالك، على أن يلتحق للبعثة في وقتً لاحق أحمد مرتضى منصور عضو مجلس إدارة نادي الزمالك ورئيس بعثة الفريق في قطر، حيث
حرصت الجماهير الزملكاوية على استقبال بعثة الفريق، فور الوصول لفندق الإقامة في قطر، على الجانب الفني وحسب ما أعلنه حساب نادي الزماك على موقع التواصل الاجتماعي «توتير» اختار مدير الجهاز الفني لفريق الأول لكرة القدم البرتغالي جوسفالدو فيريرا قائمة مكون من (23) لاعبًا استعدادا لمواجهة الهلال السعودي وضمت كلا من حراسة المرمى محمد عواد، السيد عطية، محمد نديم وفي خط الدفاع محمود حمدي «الونش»، محمد عبد الغني، حسام عبد المجيد، محمود علاء، حمزة المثلوثي، عبد الله جمعة، أحمد فتوح، محمد عبد الشافي، محمد طارق، وفي خط الوسط محمود عبد الرازق «شيكابالا»، أحمد مصطفى «زيزو»، إبراهيما نداي، زكريا الوردي، إمام عاشور، يوسف إبراهيم «أوباما»، محمد أشرف «روقا»، سيف فاروق جعفر، سيد عبد الله «نيمار» وفي خط الهجوم سيف الجزيري، يوسف أسامة نبيه.
شهدت قائمة فريق الزمالك ضم أولى الوافدين الجديدين؛ هم لاعب الوسط المغربي زكريا الوردي والجناح السنغالي إبراهيما نداي، بعد فترة الانتقالات الصيفية في مصر من يوم 30 أغسطس 2022، كما ضمت القائمة اللاعبين الشباب الذين تألقوا مع نادي الزمالك في الموسم الماضي، وأبرزهم سيد عبد الله «نيمار» ويوسف أسامة نبيه وسيف فاروق جعفر وحسام عبد المجيد ومحمد طارق، حيث يشير تواجدهم ضمن البعصة إلى استمرار المدير الفني فيريرا الاعتماد على التشكيلة التي لعب بها الموسم الماضي، والتي قادت الفريق للفوز بلقبي الدوري المصري 2022 وكأس مصر 2021.
أجرى فريق نادي الهلال مرانه الرئيس مساء يوم الأربعاء 07 سبتمبر 2022 استعدادًا لمواجهة نظيره نادي الزمالك المصري واشتمل تدريبات على النواحي اللياقية وتطبيقات تكتيكية ومناورة الفنية فيما يستمر غياب الرباعي وهم المدافع الأساسي جانغ هيون سو
المدافع الشاب متعب المفرج والمحور الشاب عبد الإله المالكي والمهاجم صالح الشهري في مواصله برنامجهم العلاجي والتأهيلي، على أن تغادر بعثة الفريق في اليوم نفسه متوجهة لقطر، وهو ما تم حيث وصلت البعثة مساءاً للعاصمة القطرية الدوحة، يصحبها رئيس مجلس إدارة نادي الهلال الأستاذ فهد بن نافل حيث كان في استقبال البعثة فهد المديد المنسق الإداري لفريق الهلال السعودي، على الجانب الفني تلقت إدارة نادي الهلال خطاب من الاتحاد السعودي لكرة القدم بناء على استفسارها على امكانية مشاركة اللاعب محمد كنو الموقف محلياً ودولياً على أثر قضية توقيع اللاعب عقدين لناديين تغطي الفترة نفسها، وتم افادة إدارة النادي بالسماح للاعب بالمشاركة في المباراة؛ كونها مباراة ودية، وسيمنح ذلك مدرب الهلال رامون دياز خيارا إضافيا في خط الوسط. بالإضافة إلى ذلك يراهن الجهاز الفني على عامل الاستقرار في الفريق وتواجد محترفيه الأجانب حيث سيكون محترفو الهلال متاحين للمشاركة يوم الجمعة، لاعب الوسط المدافع الكولومبي كويلار، والجناح البيروفي كاريو والمالي موسى ماريغا، ورأس الحربة النيجيري أوديون إيغالو، والجناح البرازيلي ميشائيل ديلغادو كركائز مهمة في تشكيل دياز، باستثناء المدافع الكوري الجنوبي جانغ هيون سو، الذي لم يشارك حتى الآن في أيّ مباراة بدوري روشن السعودي، حيث يواصل برنامج التعافي من إصابة لحقت به في فترة الإعداد.

### تفاصيل المباراة
أدار كأس سوبر لوسيل بين نادي الهلال والزمالك طاقم تحكيم قطري بالكامل مكون من الحكم الدولي القطري عبد الرحمن الجاسم وطالب سالم مساعد أول وسعود أحمد مساعد ثاني وسلمان فلاحي حكماً رابعاً وعبد الله العذبة وعبد الله عايد حكمين لتقنية الفيديو، ويعد عبد الرحمن الجاسم صاحب 34 عامًا أحد الحكام العرب المتواجدين في قائمة حكام كأس العالم 2022 إلى جوار الثنائي، الجزائري مصطفى غربال والإماراتي محمد عبد الله، تفتح بوابات الاستاد للجماهير عند الساعة 16:30 وبدأت المباراة في الساعة 21:00 (بتوقيت الدوحة).
شهد الشوط الأول أفضلية للهلال، الذي شنَّ أكثر من محاولة هجومية دون أن ينجح في الوصول للمرمى إلا مرة واحدة، في حين اعتمد لاعبو فريق الزمالك على الإغلاق الدفاعي، واللعب بانضباط تكتيكي، وضع النيجيري أوديون إيغالو الهلال في المقدمة أولاً عند الدقيقة الـ18 بعد أن استقبل كرة طولية من الكولومبي غوستافو كويلار، هيَّأها لنفسه، ولعبها بطريقة ذكية من فوق الحارس محمد عواد معلنًا أول أهداف المباراة.
مع بداية الشوط الثاني عمل المدير الفني لنادي الزمالك على تغير كلا من محمود عبد الرازق شيكابالا ودخل بديلا عنه إبراهيما نداي ونزول محمد أشرف روقا وخروج سيد نيمار، لكن لم يتغير الحال كثيراً في الشوط الثاني؛ إذ واصل الهلال أفضليته، ومحاولاته للوصول لشباك محمد عواد، لكن محاولاته باءت بالفشل نتيجة التمركز الدفاعي المنظم من قِبل لاعبي الزمالك، وتسرع مهاجمي الهلال، ولا سيما إيغالو الذي تحصل على فرصة خطيرة أمام المرمى، لكنه تسرع في التسديد خارج الخشبات الثلاث، ثم لاحت فرصة لا تُعوَّض لسالم الدوسري الذي سددها خارج المرمى؛ لتضيع فرصة قتل المباراة على الهلال، بالرغم من ذلك لم تمنع هذه الأفضلية من وصل فريق الزمالك لمرمى نادي الهلال بالاعتماد على الهجمات المرتدة، التي لم ترتقِ إلى مستوى الخطورة للضغط على لاعبي الهلال؛ لتنتهي المباراة بالتعادل الإيجابي؛ وتذهب إلى ركلات الجزاء الترجيحية التي ابتسمت في نهاية المطاف لفريق الهلال.
يرجع محللوا الأداء لفني لنادي الزمالك هذه الخسارة إلى أن توقيت المباراة لم تكن في صالح الزمالك بعد موسم رياضي طويل، قصر وقت الراحة الموسمية بعد نهاية بطولة الدوري المصري، بالإضافة لبدء المدير الفني فيريرا بتشكيل الفني بطريقة لا تخدم سهولة الوصول لمرمى الهلال بالإضافة وضع اللاعبين في أماكن غير خانته الأساسية مثل زيزو الذي بدأ الطريقة في الجهة اليسرى بدلاً من خانة اليمنى التي يفضل اللاعب فيها، عبر فيريرا خلال المؤتمر الصحفي الذي أعقب المباراة قائلاً «كانت مباراة صعبة بالنسبة لنا، ورغم ذلك كانت لدينا فرص كثيرة لتسجيل الأهداف. وهذا ينطبق على منافسنا أيضا، أنهينا الدوري المصري في 30 أغسطس الماضي، وهناك بعض اللاعبين الذين حصلوا على الراحة بعد نهاية الموسم، وتدربوا مرتين فقط، على عكس الهلال الذي كان أكثر نشاطا وتحضيرا للقاء».
| الهلال                                                      | 1 - 1  | الزمالك                                                     |
| ----------------------------------------------------------- | ------ | ----------------------------------------------------------- |
| أوديون إيغالو 18' · سلمان الفرج 76' · محمد جحفلي 83'        | Report | 33' أحمد سيد زيزو · 47' إبراهيما نداي · 90+3' زكرياء الوردي |
| ركلات الترجيح                                               |        |                                                             |
| أوديون إيغالو · سالم الدوسري · لوسيانو فييتو · أندريه كاريو | 4 - 1  | أحمد سيد زيزو · محمد أشرف روقا · محمود حمدي                 |

| الهلال | الزمالك |

| الهلال: بطل الدوري السعودي للمحترفين رئيس النادي: فهد بن نافل التشكيل الاساسي للفريق: |    |                  |     |        |
|                                                                                       |    |                  |     |        |
| GK                                                                                    | 1  | عبد الله المعيوف |     |        |
| RB                                                                                    | 66 | سعود عبد الحميد  |     |        |
| CB                                                                                    | 70 | محمد جحفلي       |     |        |
| CB                                                                                    | 5  | علي البليهي      |     |        |
| LB                                                                                    | 12 | ياسر الشهراني    |     |        |
| DM                                                                                    | 6  | غوستافو كويلار   |     |        |
| CM                                                                                    | 7  | سلمان الفرج      | 85' | القائد |
| CM                                                                                    | 19 | أندريه كاريو     |     |        |
| LW                                                                                    | 29 | سالم الدوسري     |     |        |
| RW                                                                                    | 17 | موسى ماريغا      | 66' |        |
| FW                                                                                    | 11 | أوديون إيغالو    |     |        |
| مقاعد البدلاء:                                                                        |    |                  |     |        |
| GK                                                                                    | 21 | محمد العويس      |     |        |
| GK                                                                                    | 31 | حبيب الوطيان     |     |        |
| RB                                                                                    | 2  | محمد البريك      |     |        |
| RB                                                                                    | 88 | حمد اليامي       |     |        |
| DF                                                                                    | 4  | خليفة الدوسري    |     |        |
| LB                                                                                    | 16 | ناصر الدوسري     |     |        |
| DM                                                                                    | 28 | محمد كنو         |     |        |
| CM                                                                                    | 8  | عبدالله عطيف     |     |        |
| AM                                                                                    | 15 | ماتيوس بيريرا    |     |        |
| SS                                                                                    | 10 | لوسيانو فييتو    | 85' |        |
| LW                                                                                    | 96 | ميشائيل ديلغادو  | 66' |        |
| FW                                                                                    | 14 | عبد الله الحمدان |     |        |
| المدرب:                                                                               |    |                  |     |        |
| رامون دياز                                                                            |    |                  |     |        |

| الزمالك: بطل الدوري المصري الممتاز رئيس النادي: مرتضى منصور التشكيل الأساسي للفريق: |    |                   |     |
|                                                                                     |    |                   |     |
| GK                                                                                  | 16 | محمد عواد         |     |
| RB                                                                                  | 24 | حمزة المثلوثي     | 79' |
| CB                                                                                  | 36 | حسام عبد المجيد   |     |
| CB                                                                                  | 28 | محمود حمدي        |     |
| LB                                                                                  | 29 | أحمد فتوح         | 90' |
| CB                                                                                  | 5  | محمد عبد الغني    |     |
| DM                                                                                  | 8  | إمام عاشور        |     |
| RW                                                                                  | 39 | سيد عبد الله      | 46' |
| CM                                                                                  | 10 | شيكابالا          | 46' |
| LW                                                                                  | 25 | أحمد سيد زيزو     |     |
| FW                                                                                  | 30 | سيف الدين الجزيري | 79' |
| قائمة البدلاء:                                                                      |    |                   |     |
| GK                                                                                  | 34 | محمد نديم         |     |
| GK                                                                                  | 32 | السيد عطية        |     |
| CB                                                                                  | 4  | محمود علاء        |     |
| DF                                                                                  | 22 | عبد الله جمعة     | 90' |
| LB                                                                                  | 13 | محمد عبد الشافي   |     |
| MF                                                                                  | 18 | أيمن حفني         |     |
| MF                                                                                  | 40 | سيف فاروق جعفر    |     |
| MF                                                                                  | 12 | محمد أشرف روقا    | 46' |
| AM                                                                                  | 14 | يوسف أوباما       |     |
| MF                                                                                  | 17 | زكرياء الوردي     | 79' |
| FW                                                                                  | 7  | إبراهيما نداي     | 46' |
| FW                                                                                  | 37 | يوسف أسامة نبيه   | 79' |
| المدرب:                                                                             |    |                   |     |
| جوسفالدو فيريرا                                                                     |    |                   |     |

| رجل المباراة: عبد الله المعيوف (حارس نادي الهلال) حكم مساعد: طالب سالم سعود أحمد الحكم الرابع: سلمان فلاحي حكم تقنية الفيديو: عبد الله العذبة مساعد حكم تقنية الفيديو: عبدالله عايد | قانون المباراة: - يقام كأس سوبر لوسيل من مباراة واحدة. - تلعب المباراة من 90 دقيقة مقسومة إلى شوطين مدة كل شوط 45 دقيقة. - تطبق قاعدة ركلات الجزاء الترجيحية في حال استمرار التعادل في الأشواط الأصلية. - تواجد أثنى عشر لاعب في قائمة البدلاء، يمكن إجراء خمسة تبديلات بحد أقصى. |

### إحصائيات
| إحصائيات           | الهلال | الزمالك |
| ------------------ | ------ | ------- |
| الأهداف المسجلة    | 1      | 1       |
| الاخطاء            | 9      | 6       |
| التدخل             | 38     | 46      |
| ركلات الركنية      | 6      | 0       |
| التسلل             | 0      | 2       |
| التسديد على المرمى | 6/16   | 2/8     |
| الكرت الأحمر       | 0      | 0       |
| الكرت الأصفر       | 2      | 2       |
| الإستحواذ          | 66%    | 34%     |
| تصديات حارس المرمى | 1      | 5       |